# Almas muertas
Las almas muertas (del ruso: Мёртвые души - Miórtvyia dushi) es una obra escrita por Nikolái Gógol y publicada en 1842. Gógol la definió como un poema épico en prosa.
En el Imperio ruso antes de la emancipación de los siervos en 1861, los propietarios tenían derecho a poseer siervos para cultivar sus tierras. Los siervos eran para la mayoría de los propósitos considerados propiedad del terrateniente, y podrían ser comprados, vendidos o hipotecados en contra, como un bien. Para contar los siervos (y personas en general), se utilizaba la palabra «alma»: por ejemplo, «seis almas de siervos». La trama de la novela se apoya en las «almas muertas» (es decir, «siervos muertos») que se inscriben en los registros de la propiedad. En otro nivel, el título hace referencia a las «almas muertas» de los personajes de Gógol, todo lo cual hace visualizar diferentes aspectos de la póshlost (palabra rusa, quizás más traducida como «banalidad» o «vulgaridad», moral y espiritual, con matices de pretensiones de clase media, la significación falsa, y el filisteísmo).

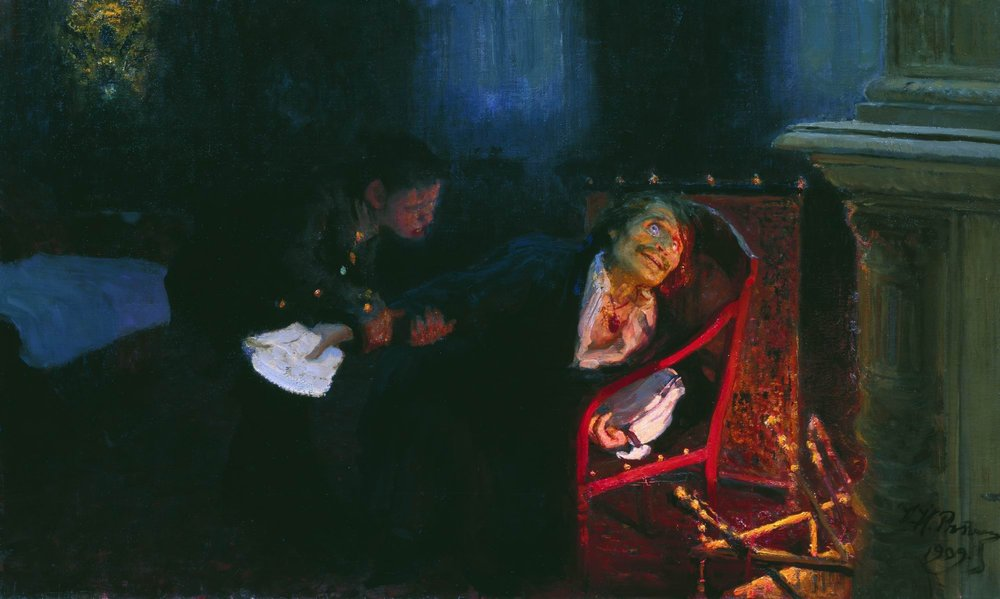
Nikolái Gógol quemando el manuscrito de la segunda parte de Las almas muertas, por Iliá Repin (1909), Galería Tretiakov.

La primera parte de la novela estaba destinada a representar a los infiernos de la moderna Divina Comedia. Gógol muestra a sus lectores una visión de un sistema en crisis social como Rusia después de la guerra de 1812. Al igual que en muchos de los cuentos de Gógol, la crítica social de Las almas muertas se narra principalmente a través de la sátira hilarante. A diferencia de los cuentos cortos, la obra tiene la intención de ofrecer soluciones más que problemas.
En sus estudios de Gógol, Andréi Bely, Dmitri Sviatopolk-Mirski (D. S. Mirsky), Vladímir Nabókov, y otros críticos modernistas rechazan la opinión generalizada de Las almas muertas como una obra reformista o satírica. Por ejemplo, Nabókov considera la trama como algo sin importancia de un gran escritor cuyas obras bordeaban lo irracional y cuya prosa de estilo combinaba un poder descriptivo magnífico con un desprecio por los clichés novelescos. Chíchikov muestra una podredumbre moral de lo más extraordinario, con la idea de comprar y vender almas de los muertos, que parece ridícula, junto con el ambiente provinciano de la novela como telón de fondo.
En 1926 salió a la luz en España la primera edición de Las almas muertas, traducida por Rodolfo Slaby y Vicente Díez de Tejada con prólogo de Vicente Clavel. Tuvo una segunda edición en 1930, tras la cual no se volvió a publicar hasta pasados quince años, cuando apareció la traducción de Demetrio Baümer (Jackson, 1943). A ésta siguieron las de Alexis Marcoff (Iberia, 1944), Ramón Sangenís (Fama, 1955), Irene Tchernova (Aguilar, 1959, varias reed.), Manuel Comorera (Mateu, 1967), Porrúa (trad. Anónimo, 1969), Teresa Suero (Bruguera, 1970), María de los Ángeles Hernández (Seix-Barral, 1971), Augusto
Vidal (Círculo de Lectores, 1991; reed. M., Alianza, 2008), José Laín Entralgo (Planeta, 1980, reed. BackList 2008), Rodolfo Arévalo (Edaf, 1984, reed. 2008), Universidad Veracruzana (trad. Anónimo, 2007), y Pedro Piedras (Akal, 2009).

## Trama
El libro primero de la historia narra las aventuras de Pável Chíchikov, un caballero de mediana clase social y posición. Chíchikov llega a una pequeña ciudad de provincias y rápidamente trata de hacerse un buen nombre para sí mismo con el fin de impresionar a los muchos funcionarios menores de la ciudad. A pesar de sus limitados fondos, muestra una ostentación de riqueza y poder, que le servirá para ganar los contactos e influencias que necesitará para su futuro plan. Él también espera ganarse a la gente de la ciudad para que pueda llevar a cabo más fácilmente su extraño y misterioso plan de adquirir almas muertas.
El cobro de impuestos a los terratenientes está basado en el número de siervos (o «almas»), que el propietario tenía en sus registros. Estos registros eran realizados mediante un censo, pero los censos realizados en este período eran poco frecuentes y estaban desactualizados. Cuando llegaba la recaudación de impuestos los propietarios de tierras a menudo se encuentran en la obligación de pagar por los siervos que ya no vivían, con lo que estaban pagando por almas muertas. Chíchikov busca comprar estas almas muertas a la gente en los pueblos que visita; él simplemente dice a los vendedores potenciales que tiene un uso para ellos y que su venta liberaría a los actuales propietarios de una presión fiscal innecesaria.
La gente del pueblo con la que se encuentra Chíchikov son caricaturizadas grotescamente, no son estereotipos planos. Cada uno es neuróticamente individual, que combina las defectos o pecados que normalmente satiriza Gógol (la codicia, la corrupción, la paranoia), con un curioso conjunto de caprichos personales. Por otra parte, todo en la casa parece reflejar el carácter de su dueño: por ejemplo, cada pieza de mobiliario en la casa de Sobakévich se describe como una versión en miniatura de su propietario.
La misión macabra de Chíchikov de adquirir almas muertas es en realidad una complicada trama para inflar su posición social. Tiene la esperanza de recoger los derechos de propiedad legal de los siervos muertos como una forma de inflar su aparente riqueza y poder. Una vez que adquiera suficiente almas de los muertos, el gobierno central, según la cantidad de «siervos» que posea, le adjudicará tierras con lo que se retirará a una granja y logrará obtener un préstamo enorme por ellos, consiguiendo la adquisición de la gran riqueza que él deseaba.
Chíchikov presupone que los provincianos ignorantes estarán más que dispuestos a dar sus «almas muertas» a cambio de un pago simbólico. Partiendo de las haciendas circundantes, se las arregla para adquirir unas 400 almas, y vuelve a la ciudad para registrar legalmente las transacciones. Es tratado como un príncipe entre los funcionarios de poca monta y se realiza una celebración en honor de sus compras. Sin embargo, el enloquecido Nozdriov y una vieja codiciosa Koróbochka complicarán la situación.
La segunda parte del libro queda inconclusa, momento en el que Chíchikov ya había escapado del pueblo.